# Bertrand II. (Provence)
Bertrand II. von Provence († 29. April 1090 oder 28. Juli 1094) war ab 1051 Graf von Provence und ab 1061/62 Markgraf von Provence. Er war der Sohn und Nachfolger (als Graf von Provence) von Gottfried I. Erst mit dessen Tod ging dieser Titel auf Bertrand über.
Bertrand herrschte die ganze Zeit über gemeinsam mit seinem Onkel und seinen Vettern. 1081 – während der Kämpfe Heinrichs IV. mit der Fürstenopposition und gegen das Papsttum – entzog er dem späteren Kaiser seine Loyalität und unterwarf sich dem Papst.
Als er starb, ging der Titel des Markgrafen an Raimund IV., den Grafen von Toulouse. Mit seiner Ehefrau Mathilde, mit der er seit Februar 1061 verheiratet war, hatte er die Tochter Cecilia († 1150), die 1083 Bernard Aton IV. Trencavel, Vizegraf von Nîmes und Graf von Carcassonne, aus der Familie Trencavel heiratete.

## Weblink
- Foundation for Medieval Genealogy: Provence

| Vorgänger    | Amt                                 | Nachfolger  |
| ------------ | ----------------------------------- | ----------- |
| Gottfried I. | Graf der Provence um 1051–1061/62   | Gerberga    |
| Gottfried I. | Markgraf der Provence 1061/62–1094? | Raimund IV. |

| Personendaten    | Personendaten                                  |
| ---------------- | ---------------------------------------------- |
| NAME             | Bertrand II.                                   |
| ALTERNATIVNAMEN  | Bertrand II. von Provence (vollständiger Name) |
| KURZBESCHREIBUNG | Graf von Provence                              |
| GEBURTSDATUM     | 11. Jahrhundert                                |
| STERBEDATUM      | 29. April 1090 oder 28. Juli 1094              |